# Zamek Trakošćan
Zamek Trakošćan (chorw. Dvor Trakošćan lub Dvorac Trakošćan) – ufortyfikowany pałac w pobliżu wsi Trakošćan.

## Historia
Pierwsza historyczna wzmianka o romańskim zamku pochodzi z 1334 roku. Zamek został odbudowany przez hrabiów Drašković w stylu neogotyckim w połowie XIX wieku, a na 215 akrów ziemi otaczającej zamek powstał park w stylu angielskim ze sztucznym jeziorem. Zamek pozostawał siedzibą rodu Drašković do 1944 roku.
Aktualnie w odrestaurowanym w latach 50. XX wieku zamku urządzone jest muzeum poświęcone historii rodu Drašković.

## Muzeum
Muzeum utworzone w odrestaurowanym w latach 50. XX wieku zamku poświęcone jest historii rodu jego właścicieli od XVI do XX wieku. Na trzech piętrach można podziwiać zachowane umeblowanie i wiele portretów przedstawicieli rodu Drašković. Wystrój pokojów prezentuje style gotycki, barokowy i neorenesansowy. Kolekcja muzeum obejmuje również uzbrojenie z różnych epok oraz wyposażenie kuchni. Atrakcją dla zwiedzających jest także wizyta w parku otaczającym zamek z możliwością wypożyczenia drewnianych łódek na sztucznym jeziorze.

## Galeria

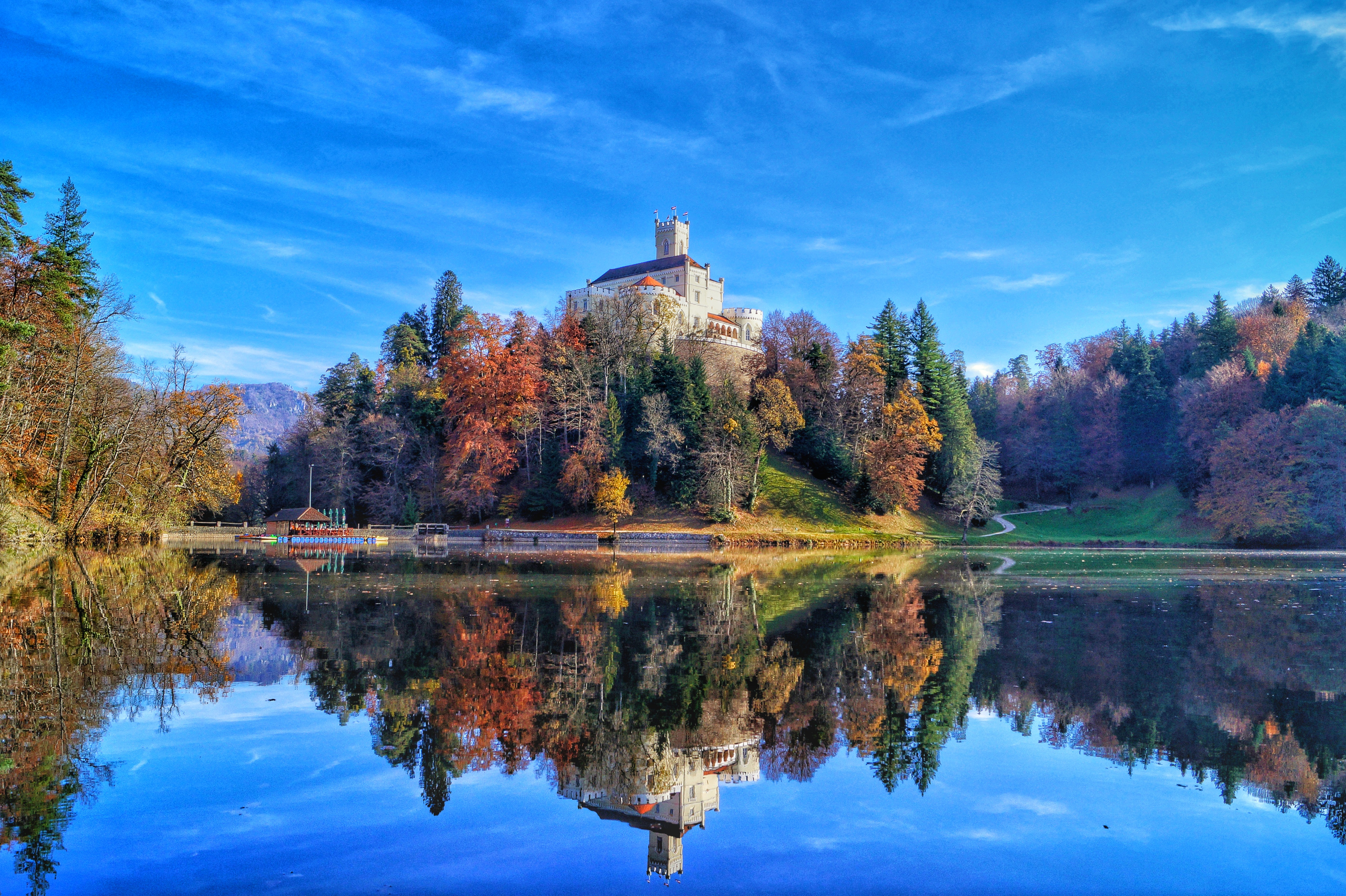
Widok na zamek z jeziora
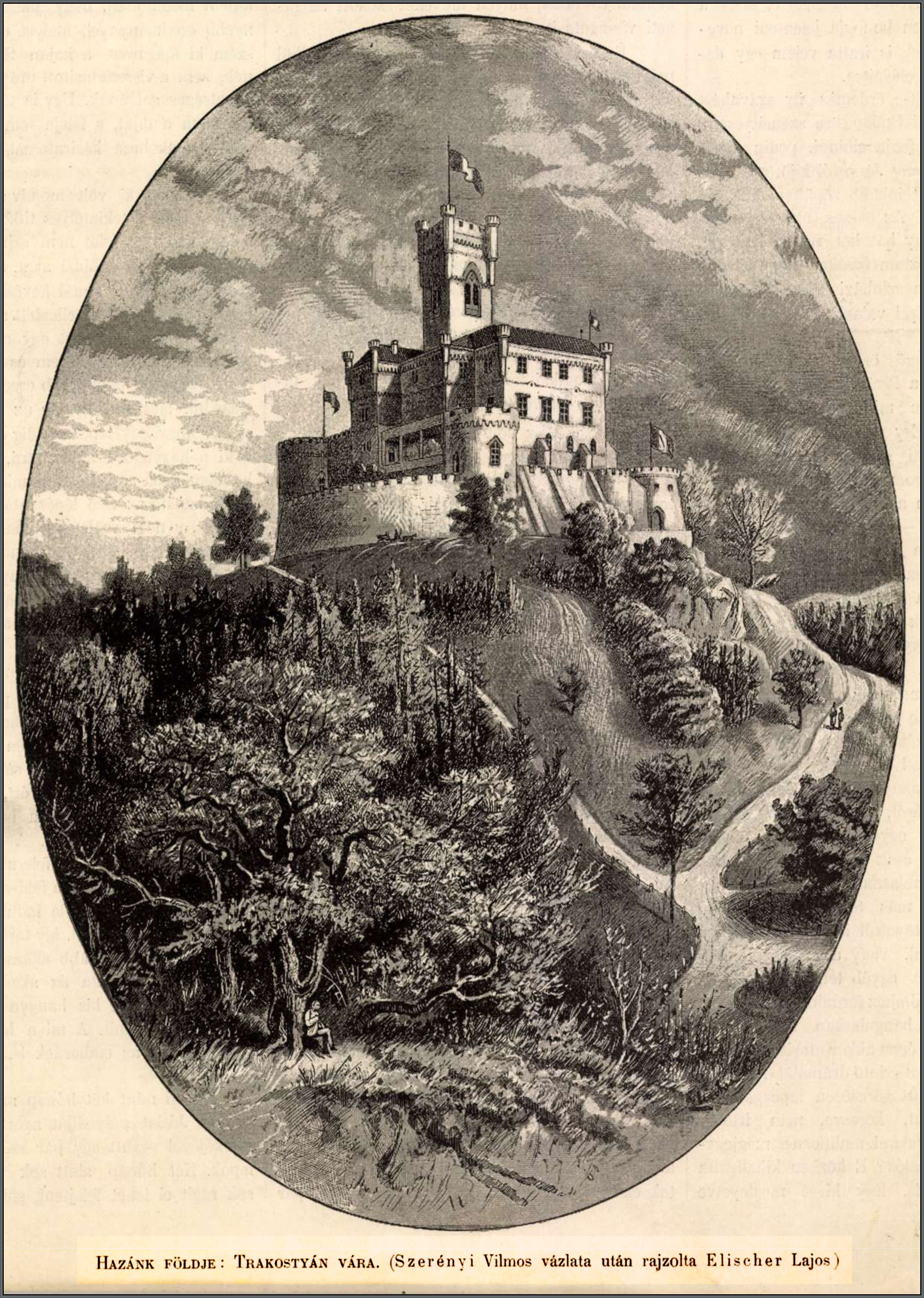
Rycina z 1883 roku przedstawiająca zamek
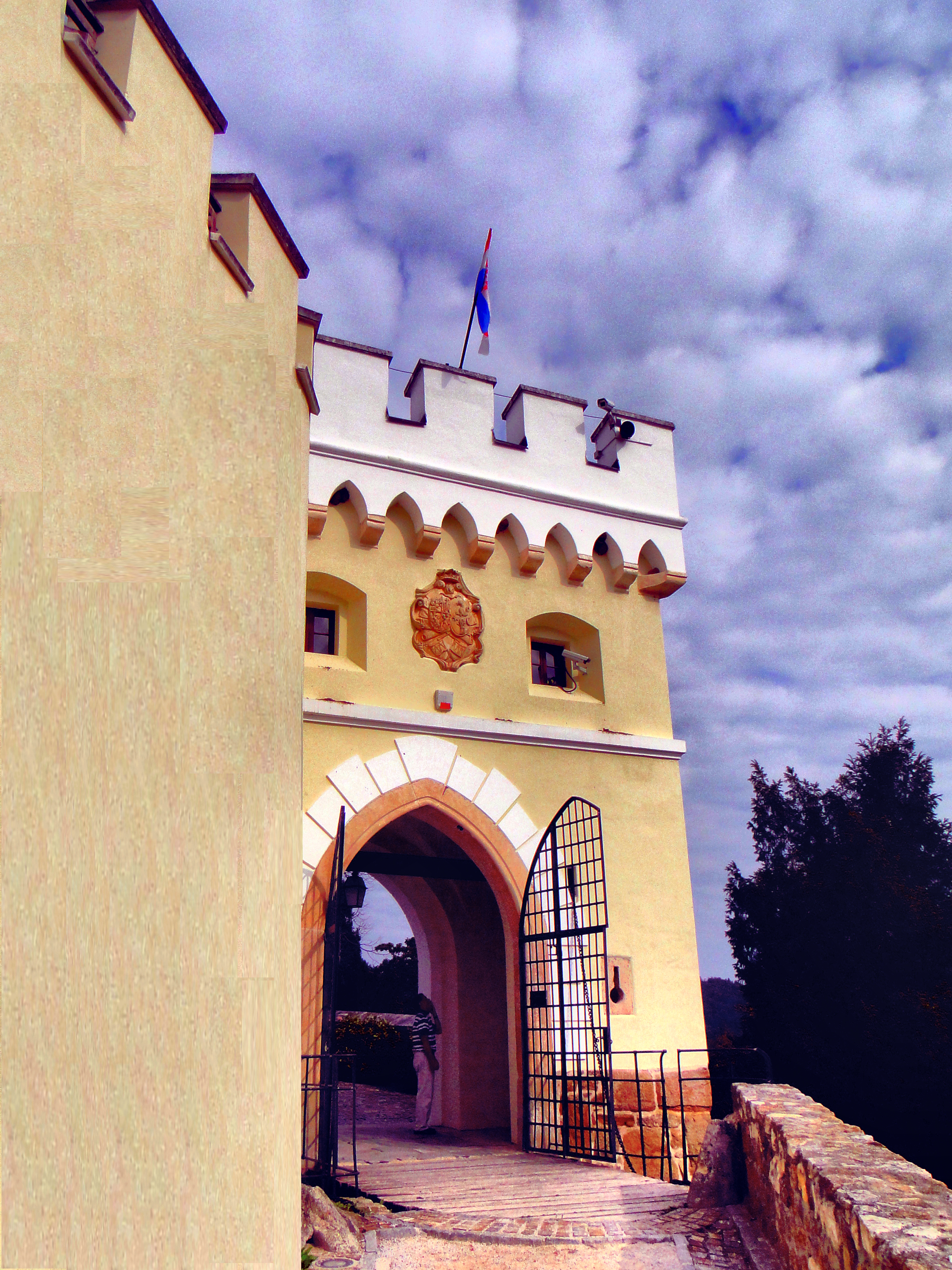
Brama wjazdowa